# Kokrajhar (distrikt)
Kokrajhar är ett distrikt i Indien.   Det ligger i delstaten Assam, i den östra delen av landet, 1 300 km öster om huvudstaden New Delhi. Antalet invånare är 887 142.
Följande samhällen finns i Kokrajhar:
- Kokrajhar
- Goshaingaon